# 馬特爾灣
62°5′S 58°22′W / 62.083°S 58.367°W

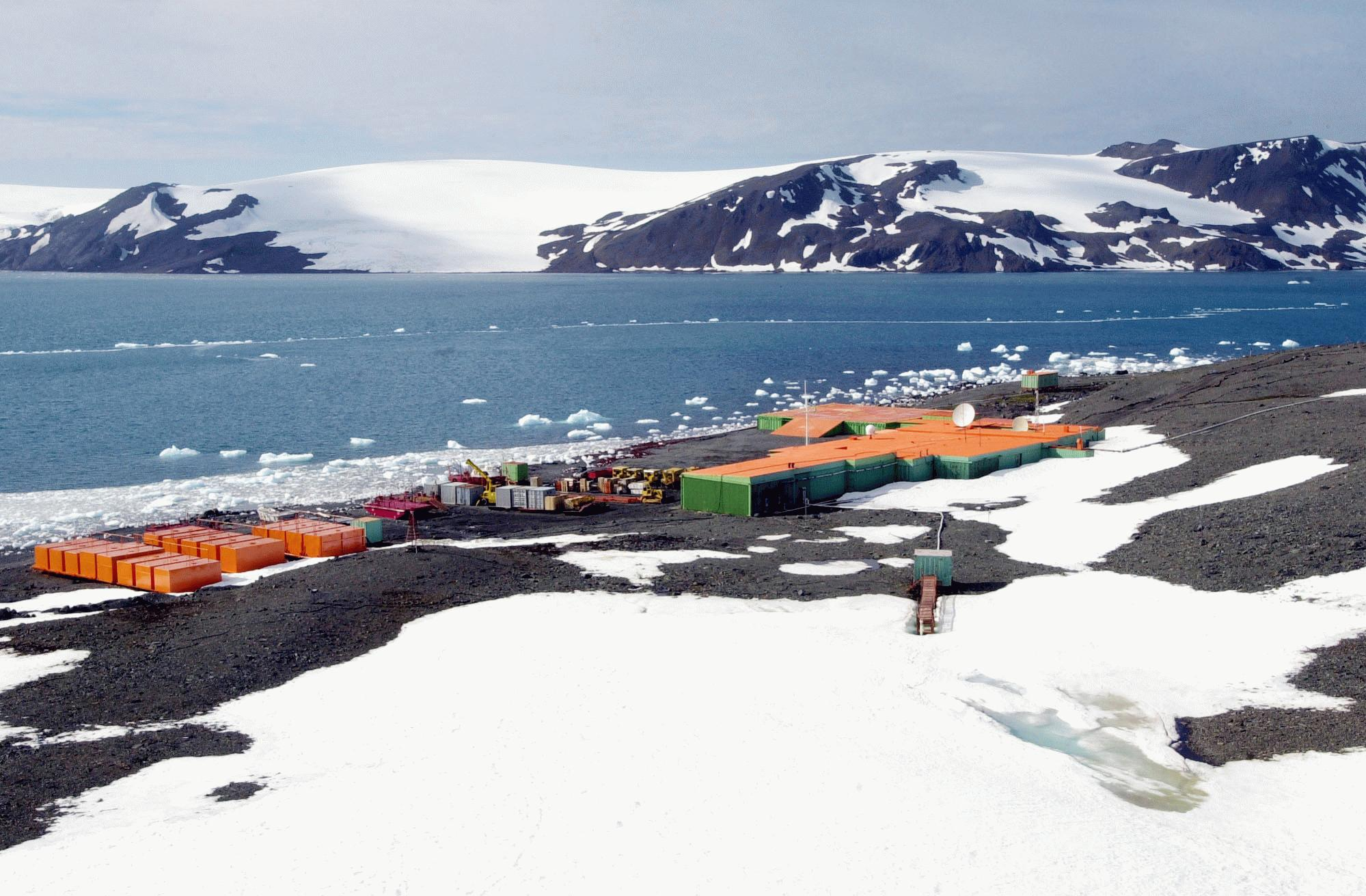
位于馬特爾灣的巴西南极考察站

馬特爾灣（Martel Inlet），是南極洲的海灣，位於南設得蘭群島的喬治王島，處於阿德默勒爾蒂灣東北部，在1909年12月由讓-巴蒂斯特·夏古率領的法國探險隊繪入地圖，現時由南極條約體系管理。